# 原清志
原清志（日语：／ Hara Kiyoshi，1912年—2001年），原名原清子，又名前岛清子，出生于日本东京，后加入中華人民共和国国籍，八路军军人、延安新华广播电台日语广播播音员。她也是中共方面的首位外语电台播音员，被称为“中国人民对外广播第一人”、“延安玫瑰”（日語：延安ローズ）。

## 生平

### 早年生活
原清志出生在日本东京一个平民家中，父亲早逝；在原清志15岁时，母亲也离开人世。18岁时，原清志与日本共产党党员吉元七郎结婚。当年五一劳动节，原清志和吉元七郎一起去参加集会游行，结果之后吉元在进行宣传活动时被捕，而此时原清志已怀有身孕。后来吉元在狱中得了肺结核，在地下组织的努力下，当局被迫将他放了出来，但终因久病医治无效，于1933年去世。几年后，原清志在书店打工时，结识了在早稻田大学就读的中国留学生程明升（中华人民共和国成立后曾任水利电力部副部长），与他相爱并结了婚（1943年两人离婚）。

### 抗战期间
1936年，程明升回到中国，准备将家安顿好就接原清志来中国。中国抗日战争爆发前夕，原清志带着女儿道子（1933年出生，后改名程凯）来到中国，与程明升团聚。她将年幼的孩子安顿在程明升的老家后，又随程明升一起参加了八路军。她曾在华北军政干部学校担任日语教师，也曾在晋豫边游击队（“唐支队”）担任政工科科长。她也是“在华日人反战同盟”的成员。1941年，受八路军总司令朱德的直接指派，原清志从前线调往延安，进入八路军总政敌工部工作。
1941年10月，原清志与程明升一起奔赴延安，并参加了延安新华广播电台日语广播的筹备工作。1941年12月3日，延安新华广播电台开办日语节目，原清志用日语报出“这里是延安新华广播电台”，完成了第一次播音；后来这一天被原中华人民共和国广播电影电视部认定为“中国人民对外广播事业创建纪念日”，也是后来的中国国际广播电台的诞生日。同样是在1941年，原清志加入了中国共产党。
在来到中国之前，原清志仅上过5年学，文化功底较差。为了完成朱德交给她的广播任务，她刻苦学习文化知识。因当时条件有限，字典成了她学习的主要工具。原清志广播的对象是侵华日军，广播内容以报道侵华日军罪行以及中国军民抗战行动为主。原清志的外孙黄明在接受媒体采访时透露，日军当时从口音判断原清志应该是日本人，她也曾经被日本人斥责为卖国贼。对此，原清志曾表示：“我只想用自己的声音感召更多的日本士兵走进反战的行列，让更多的日本兵明白战争的真相”，“日本人发动侵华战争是最不明智的选择，这也迫使我不得不离开日本、帮助中国人抗击日本人，这是我最不愿意看到的，但是我这步走对了”。

### 抗战结束后及晚年
抗日战争结束后，原清志选择加入了中國国籍。对她而言，中国已经成为了她的“第二祖国”。在第二次国共内战时期，她转战南北，又在大连等地从事过城市恢复和银行接管工作，中华人民共和国成立后一直在中共辽宁省委工作，1982年从辽宁省委办公厅离休。
1992年，中日邦交正常化20周年时，中国国际广播电台日语部准备制作特别纪念节目，派出的记者意外得知原清志曾担任延安新华广播电台的日语播音员，于是专程前往沈阳采访。后来，在国际台领导的直接过问下，时任副台长胡耀亭为此事亲赴沈阳调查，寻访延安时期在新华广播电台的工作人员，并翻阅大量文献资料，终于找到确凿证据，确认了中共对外广播开播时间为1941年12月3日，而不是之前宣传的1947年9月11日（陕北新华广播电台英语广播开播日）。1995年12月初，原清志应邀到国际台访问；2000年2月，原清志再次访问国际台。
2001年，原清志因心脏病突发逝世。

## 轶事
- 中国抗日战争结束后，原清志曾回到日本探亲。原清志的哥哥是日军军人，在中国上海战死。作为战死军人的亲属，日本政府通知她领取抚恤金，但她拒绝领取[2]。
- 原清志十分不满自己的表兄称呼中国及中国东北为“支那”和“满洲”，曾写信予以反驳，并劝表兄以后不要这样[2]。
- 原清志对自己的出生地日本一直有着隔阂，也因此以“没有用”为由拒绝教后代日语，并表示她和她的后代都不会回到日本去生活、工作[2]。